# Ларс има девојку
„Ларс има девојку“ (енгл. Lars and the Real Girl) је америчко-канадски филм из 2007. режисера Крега Гилеспија, за који је сценарио написала Ненси Оливер.
Иако није вратио уложени новац у биоскопској дистрибуцији, филм „Ларс има девојку“ је добио високе оцене критичара. За своје тумачење главног лика, Ларса Линдстрома, глумац Рајан Гозлинг је био номинован за награду Златни глобус у категорији најбољи глумац у филмској комедији.

## Улоге
| Глумац           | Улога  |
| ---------------- | ------ |
| Рајан Гозлинг    | Ларс   |
| Емили Мортимер   | Карин  |
| Пол Шнајдер      | Гас    |
| Кели Гарнер      | Марго  |
| Патриша Кларксон | Дагмар |